# French Montana
Karim Kharbouch (sinh ngày 9 tháng 11 năm 1984, nghệ danh: French Montana) là một ca sĩ nhạc hip hop người Mỹ gốc Maroc. Gia đình Montana nhập cư vào Mỹ khi anh 13 tuổi.

## Danh sách album
- Excuse My French (2013)
- Jungle Rules (2017)

## Danh sách phim

### Điện ảnh
| Năm  | Phim                | Vai          | Ghi chú                   |
| ---- | ------------------- | ------------ | ------------------------- |
| 2016 | The Perfect Match   | (Chính mình) | Phát hành ngày 11 tháng 3 |
| 2016 | Respect the Shooter | TBA          | Hậu kỳ                    |

### Truyền hình
| Năm       | Phim                                 | Vai          | Ghi chú                         |
| --------- | ------------------------------------ | ------------ | ------------------------------- |
| 2013      | Wild 'N Out                          | (Chính mình) | Mùa 5, tập 5                    |
| 2014      | Late Night With Seth Meyers          | (Chính mình) | Tập: "Nobody" with Rick Ross    |
| 2014      | Keeping Up with the Kardashians      | (Chính mình) | Tập: "Secrets of a Double Life" |
| 2014-2015 | Kourtney and Khloé Take The Hamptons | (Chính mình) | 3 tập                           |
| 2014      | Ridiculousness                       | (Chính mình) | Mùa 5, tập 12                   |
| 2015      | Wild 'N Out                          | (Chính mình) | Mùa 7, tập 6                    |
| 2016      | Love & Hip Hop: New York             | (Chính mình) | Mùa 6, tập 7                    |
| 2016      | Empire (2015 TV series)              | Vaughn       | 2 tập                           |